# Pereiro (Taramundi)
Pereiro (oficialmente, en eonaviego, O Preiro) es una aldea de la parroquia de Taramundi, concejo de Taramundi, en la comarca del Eo-Navia, Principado de Asturias, España.